# Richard Yong
Richard Yong (* 25. Dezember 1957; eigentlich Seng Chen Yong) ist ein malaysischer Geschäftsmann und Pokerspieler.
Yong hat sich mit Poker bei Live-Turnieren mehr als 16,5 Millionen US-Dollar erspielt und ist damit der zweiterfolgreichste malaysische Pokerspieler. Er ist Gründer der Triton Poker Series, bei der er sich selbst 2018 und 2023 jeweils einen Titel sicherte. Darüber hinaus gewann Yong 2015 die A$100.000 Challenge der Aussie Millions Poker Championship sowie 2019 ein Turnier der partypoker Millions World Bahamas.

## Pokerkarriere

### Werdegang
Yong spielt ausschließlich bei superteuren Pokerturnieren. Er ist Gründer der Pokerturnierserie Triton Poker Series, die rund dreimal jährlich ausgespielt wird und bei der die Buy-ins umgerechnet mindestens 10.000 US-Dollar betragen.
Yong spielte 2012 das Big One for One Drop der World Series of Poker im Rio All-Suite Hotel and Casino am Las Vegas Strip mit einem Buy-in von einer Million US-Dollar. Dort erreichte er den Finaltisch und erhielt für seinen achten Platz ein Preisgeld in Höhe von rund 1,25 Millionen US-Dollar. Ende September 2012 belegte Yong beim Aspers 100K High Roller in London den zweiten Platz für 570.000 Pfund. Bei der World Series of Poker Europe 2012 in Cannes spielte er das Majestic Roller und landete auf dem dritten Platz für 400.000 Euro. Mitte April 2013 wurde Yong bei den Manila Millions auf den Philippinen Zweiter hinter Joseph Cheong für umgerechnet knapp 850.000 US-Dollar. Ende April 2014 belegte Yong beim Super-High-Roller-Event der European Poker Tour in Monte-Carlo den vierten Platz für 637.000 Euro. Bei der Aussie Millions Poker Championship gewann er Ende Januar 2015 die A$100.000 Challenge mit einer Siegprämie von knapp 2 Millionen Australischen Dollar. Im Juli 2017 belegte Yong beim Main Event der Triton Poker Series im montenegrinischen Budva den zweiten Platz hinter Manig Löser und erhielt ein Preisgeld von umgerechnet knapp 1,5 Millionen US-Dollar. An gleicher Stelle gewann Yong Mitte Mai 2018 das Six Max der Triton Series für umgerechnet knapp 400.000 Dollar. Ende Juli 2018 belegte er beim eine Million Hongkong-Dollar teuren Short Deck Ante-Only der Serie im südkoreanischen Jeju-do den dritten Platz und erhielt umgerechnet knapp 1,2 Millionen US-Dollar. Zwei Tage später wurde der Malaysier an gleicher Stelle beim doppelt so teuren Main Event der Serie ebenfalls Dritter und erhielt sein bisher höchstes Preisgeld von umgerechnet mehr als 2 Millionen US-Dollar. Mitte November 2019 gewann er ein 50.000 US-Dollar teures Turnier der partypoker Millions World Bahamas und sicherte sich eine Siegprämie von 850.000 US-Dollar. Im Mai 2022 erzielte Yong zwei Geldplatzierungen bei der Triton Series in Madrid und erhielt rund eine Million Euro. Im nordzyprischen Kyrenia entschied er im Mai 2023 ein Short-Deck-Event der Triton Series mit einem Hauptpreis von 323.000 US-Dollar für sich.

### Preisgeldübersicht
Yong ist mit erspielten Preisgeldern von über 16,5 Millionen US-Dollar nach Paul Phua der zweiterfolgreichste malaysische Pokerspieler.
| Jahr   | Preisgeld (in $) | Turniersiege |
| ------ | ---------------- | ------------ |
| 2012   | 2.683.332        | 0            |
| 2013   | 931.822          | 0            |
| 2014   | 881.199          | 0            |
| 2015   | 1.477.560        | 1            |
| 2016   | 0                | 0            |
| 2017   | 1.509.706        | 0            |
| 2018   | 3.865.074        | 1            |
| 2019   | 2.405.165        | 1            |
| 2020   | 480.000          | 0            |
| 2021   | 0                | 0            |
| 2022   | 1.389.685        | 0            |
| 2023   | 1.156.300        | 1            |
| gesamt | 16.779.843       | 4            |

## Kontroversen
Yong wurde im Juli 2014 gemeinsam mit seinem Sohn Wai Yong verhaftet, da ihnen das illegale Wetten auf Spiele der Fußball-Weltmeisterschaft 2014 vorgeworfen wurde.